# Џесика Џејмс
Џесика Џејмс (енгл. Jessica Jaymes; Енкориџ, Аљаска, 8. март 1979 — Норт Хилс, Калифорнија, 17. септембар 2019) била је америчка порнографска глумица.

## Биографија
Џесика Џејмс је мешовитог етничког порекла, мајка јој је чешког и француског порекла, а отац је из индијанског племена Семиноле. Рођена је у Енкориџу, највећем граду америчке савезне државе Аљаска. Када је имала 10 година преселила се са оцем у Аризону.
После завршене средње школе, неколико година је радила као учитељица у основној школи. Пошто није била задовољна висином зараде почиње да ради као стриптизета у ноћним клубовима.
Дебитовала је као глумица у индустрији порнографије лета 2002. када је имала 23 године. Две године касније освојила је титулу Хаслерова девојка године. Затим је власник Лари Флинт позвао да представља Хаслер и потписује уговор са овом компанијом.
Часопис Пентхаус је прогласио „љубимицом“ (енгл. Penthouse Pet) за месец август 2008. године. Такође, часопис Комплекс ју је сврстао на 10. место листе „15 најврелијих порно звезда старијих од 30 година“, објављене у месецу марту 2011.
Према сајту ИАФД глумила је у преко 130 порно-филмова.

## Награде и номинације
- 2005 АВН награда номинација – Best All-Girl Sex Scene (Video) – Gina Lynn's Close-Up 2[10]
- 2006 АВН награда номинација – Best Group Sex Scene (Film) – The Devil in Miss Jones[11]
- 2010 АВН награда номинација – Best Threeway Sex Scene – Sleazy Riders[12]
- 2010 FAME награда номинација – Favorite Breasts[13]
- 2012 XBIZ награда номинација – Porn Star Site of the Year – JessicaJaymesXXX.com[14]
- 2013 АВН награда номинација – Best Porn Star Website – JessicaJaymesXXX.com[15]
- 2013 XBIZ награда номинација – Best Scene (Vignette Release) – Big Tits in Sports 9[16]

## Филмографија
- Lady Ass Lickers 2 (2002)
- Seven Sexy Strugglers (2002)
- Backside Story (2003)
- Bob's Video 185: Curious About Jess (2003)
- Dark Dimension (2003)
- Fem Bella (2003)
- Illumination (2003)
- Island Girls (2003)
- Jack's Playground 3 (2003)
- Jesse Jane: Erotique (2003)
- Legends of Sex (2003)
- Most Beautiful Girl in the World (2003)
- Peach's Bikini Bash (2003)
- Pin-ups (2003)
- Pussy Foot'n 7 (2003)
- Sexhibition 9 (2003)
- Sinfully Yours (2003)
- Taped College Confessions 18 (2003)
- Alien Love Fantasy (2004)
- All Anal 3 (2004)
- Can You Be A Pornstar? 1 & 2 (2004)
- Chasey Meets Krystal (2004)
- Close-up 2 (2004)
- Danni's Busty Naturals: The Brunettes (2004)
- Desperate Desires (2004)
- Hustler Centerfolds 1 (2004)
- Jenna's Obsessions (2004)
- Kane's World: The Best of Kimberly Kane (2004)
- Marty Zion's Beautiful Girls (2004)
- Ripe 19: Jessica James (2004)
- Ripe 22: Amberlina Lynn (2004)
- Soloerotica 4 (2004)
- Sophisticated Sluts (2004)
- Sopornos 8 (2004)
- Stuntgirl 1 (2004)
- Teanna Kai's Club House (2004)
- Trinity And Friends (2004)
- Virtual Pleasure Ranch (2004)
- Wet (2004)
- Beauty and the Bodyguard (2005)
- Busty Beauties 16 (2005)
- Busty Beauties 17 (2005)
- Can You Be A Pornstar? 7 & 8 (2005)
- Catch of the Day (2005)
- Clam Smackers (2005)
- Cum Swallowers 1 (2005)
- Cum Swappers 3 (2005)
- De-Briefed 1 (2005)
- De-Briefed 2 (2005)
- Desperate Housewhores 2 (2005)
- Jessica Jaymes Loves Cock (2005)
- Jessica's Jet Set (2005)
- Lauren Phoenix's Pussy POV (2005)
- New Devil in Miss Jones (2005)
- Porn Identity (2005)
- Rub My Muff 3 (2005)
- Sexual Chemistry (2005)
- Taboo 4 (2005)
- Topsy Turvy (2005)
- What is Erotic? (2005)
- Whore Next Door (2005)
- American Sex Idol (2006)
- Breast Obsessed (2006)
- Contract Killers (2006)
- Perfect Women (2006)
- World Poke Her Tour (2006)
- American Porn Star 2 (2007)
- Hustler Hardcore Vault 5 (2007)
- Instigator  (2007)
- InTERActive (2007)
- Anally Yours... Love, Adrianna Nicole (2008)
- Anally Yours... Love, Jada Fire (2008)
- Babes Illustrated 18 (2008)
- Desperate Housewhores: More Than A MILF (2008)
- Dreams and Desires (2008)
- Eyes Down Ass Up (2008)
- Fishnets 9 (2008)
- Footman (2008)
- Hustler's Honeys (2008)
- Porn Fidelity 17 (2008)
- Scandalous (2008)
- Slave for a Night (2008)
- Big Tits at Work 8 (2009)
- Consumer Affairs 2 (2009)
- Dirty Blondes (II) (2009)
- Sleazy Riders (2009)
- Small Town (2009)
- Big Breast Nurses 5 (2010)
- Big Tits at School 8 (2010)
- Big Tits in Sports 5 (2010)
- Busted (2010)
- Busty Beauties: The A List 5 (2010)
- Busty Ones (2010)
- Busty Solos (2010)
- Chick Flixxx (2010)
- CSI: Miami: A XXX Parody (2010)
- Department S 1 (2010)
- Hot And Mean 1 (2010)
- Janine and Jessica's Dirty Desires (2010)
- Just You And Me (2010)
- MILF Memoirs (2010)
- North Pole 74 (2010)
- Peter North's POV 23 (2010)
- PPV-3106: Jessica Jaymes J/O Encouragement (2010)
- Real Wife Stories 6 (2010)
- This Ain't Celebrity Apprentice XXX (2010)
- Twilight Zone Porn Parody (2010)
- Bikini Warriors (2011)
- Busty Ones 3 (2011)
- Doctor Adventures.com 9 (2011)
- Driven To Ecstasy 3 (2011)
- Guilty Pleasures 3 (2011)
- Killer Bodies: The Awakening (2011)
- Lesbian Spotlight: Jessica Jaymes (2011)
- Lust Bite (2011)
- Lusty Wife Sluts (2011)
- MILF Soup 19 (2011)
- Office Perverts 8 (2011)
- Pornstars Like It Big 11 (2011)
- Seduced by a Cougar 18 (2011)
- Swinging (2011)
- Titlicious 3 (2011)
- American Cocksucking Sluts 2 (2012)
- American Daydreams 10 (2012)
- Big Sexy Titties (2012)
- Big Tit Christmas 3 (2012)
- Big Tits in Sports 9 (2012)
- Big Tits in Uniform 6 (2012)
- Busty Sweethearts 3 (2012)
- Day With A Pornstar 2 (2012)
- Hot And Mean 6 (2012)
- I Have a Wife 17 (2012)
- Naughty Office 27 (2012)
- Real Wife Stories 12 (2012)
- Brazzers Fan's Choice 200th DVD (2013)
- Dirty Masseur 3 (2013)
- Dirty Rotten Mother Fuckers 6 (2013)
- My Friend's Hot Girl 4 (2013)
- My Wife's Hot Friend 17 (2013)
- Pornstars Like It Big 16 (2013)
- Swallowing Is Good For You (2013)
- Tonight's Girlfriend 11 (2013)